# 心动全为你
《心动全为你》是一部由郑建国执导的2020年马来西亚浪漫动作喜剧电影，也是马来西亚首部Netflix原创电影，于2020年10月1日上映。电影主要讲述了一名酒店工作人员爱上一位顾客后，突然卷入一场绑架案，并在意想不到的地方找到真爱的故事。

## 演员阵容

### 主要演员
- 海鲁·阿兹林 饰演 艾曼（Aiman）
- 詹娜·妮可 饰演 珍妮（Jane）
- 阿米鲁·阿芬迪 饰演 Parjo
- 许亮宇 饰演 Josh
- 南农 饰演 Maznan
- Theebaan G 饰演 MC
- 陶菲克·哈纳菲 饰演 Wak
- 哈菲祖尔·卡迈勒 饰演 Yop
- 乔赛亚·霍根 饰演 登姑·依斯干达（Tengku Iskandar）
- 索菲亚·阿尔芭拉克巴 饰演 苏菲亚（Sofia）
- 苏姬塔·詹德然（Sugeeta Chandran） 饰演 玛丽亚（Maria）
- 安娜·乔布林 饰演 Emelia

### 特别演出
- 萝皮·彻楚帕克 饰演 Jet
- 达英·依斯干达·赛益 饰演 Duke
- 亚扬·鲁希安 饰演 Maman
- 陈香郿 饰演 自己
- 菲菲·阿兹米 饰演 Vee
- 伊丝米·美琳达（Ismi Melinda） 饰演 Zain
- 郑建国 饰演 酒店员工

## 发行
这部电影是根据海鲁·阿兹林的想法改编而成的。几乎所有在导演郑建国先前执导的电影《PASKAL：海军特种作战部队》（2018）和《WIRA》（2019）中的主要演员都参演这部电影。此外，詹娜·妮可等演员也加入了演员阵容。主体拍摄地点是柔佛州的迪沙鲁海岸。
电影在2019冠状病毒病马来西亚行动管制令实行前的48小时顺利完成所有拍摄。
这部电影原本计划在马来西亚院线上映，但后来改以原创电影在Netflix串流媒体平台上进行流媒体播放。